# Isaszeg
Isaszeg é uma cidade da Hungria, situada no condado de Peste. Tem 54,83 km² de área e sua população em 2019 foi estimada em 11.470 habitantes.